# Manuel de Jesús Jiménez Ortega
Manuel de Jesús Jiménez Ortega (* 15. Oktober 1952 in Cotuí, Dominikanische Republik) ist ein dominikanischer Sänger und Komponist.

## Leben und Wirken
Jiménez studierte ab 1977 an der Academia Dominicana de Música Gitarre und Flöte. 1985 erschien sein erstes Album. Seine Songs wurden seitdem von Musikern wie Maridalia Hernández, Wilfrido Vargas, Guadalupe Pineda, Miriam Cruz, Ana Belén und Julio Iglesias gesungen. Der Titel Derroche wurde Thema der Musik zu dem argentinischen Film Caballos desbocados.
Mehrfach wurde Jiménez mit dem Casandra-Preis ausgezeichnet. 1990 als Sänger des Jahres, 1992 als Textautor des Jahres, 1994 als Sänger, Autor und Komponist. 1994 war sein Song Con agua de sal, interpretiert von Miriam Cruz, der Beitrag des Dominikanischen Republik beim El Festival OTI de la Canción, im Folgejahr trat er bei diesem Festival mit dem Song Un solar en la luna selbst auf.

## Diskographie
- Coplas al viento y al hombre
- Cosecha de manos
- Ochún
- El amor de los poetas
- Dolores
- Princesa Heredia
- La vida